# De Morgen
De Morgen („Poranek”) – niezależny, postępowy dziennik belgijski wydawany w języku niderlandzkim.
Powstał w 1978 roku z połączenia dwóch socjalistycznych gazet Vooruit („Naprzód”) i Volksgazet („Gazeta Ludowa”). Redaktorem naczelnym jest Yves Desmet. Siedziba redakcji mieści się w Brukseli.
Gazeta prezentuje socjalliberalny punkt widzenia. Zawiera różne cotygodniowe dodatki.

## Nakład
- 1999: 64 397
- 2000: 66 967
- 2001: 67 076
- 2002: 68 395
- 2003: 69 146
- 2006: 73 100